# Avelino Perea
Avelino Perea Diez De Ure (* 18. Juli 1957 in Tolosa (Baskenland)) ist ein ehemaliger spanischer Radrennfahrer und nationaler Meister im Radsport.

## Sportliche Laufbahn
Perea war Bahnradsportler und Straßenradsportler. 1978 siegte er in der nationalen Meisterschaft im Sprint. 1979 und 1980 konnte er den Titel verteidigen. 1982 gewann er mit Gert Frank als Partner das Sechstagerennen von Madrid.
1981 wurde er Berufsfahrer im Radsportteam Kelme und blieb bis 1988 als Radprofi aktiv. Im Straßenradsport gewann Perea 1981 den Gran Premio Peña Juan Luis Juárez Muñoz und 1982 eine Etappe der Burgos-Rundfahrt. 1981 war er am Start der Tour de France. Er schied in dem Etappenrennen aus.